# سيرجيو اماوري بونسي
سيرجيو اماوري بونسي (بالإسبانية: Sergio Amaury Ponce)‏ (13 أغسطس 1981 المكسيك - ) هو لاعب كرة قدم مكسيكي، يلعب كلاعب وسط، شارك في الألعاب الأولمبية الصيفية 2004.

## روابط خارجية
- سيرجيو اماوري بونسي على موقع قاعدة بيانات كرة القدم.إي يو (الإنجليزية)
- سيرجيو اماوري بونسي على موقع ناشيونال فوتبول تيمز (الإنجليزية)
- سيرجيو اماوري بونسي على موقع Soccerway.com (الإنجليزية)
- سيرجيو اماوري بونسي على موقع أوليمبيديا (الإنجليزية)